# Кратчайшие Мецские анналы
Кратчайшие Мецские анналы (лат. Annales mettenses brevissimi) — небольшие анналы, составленные в Меце в нач. XI в. Охватывают период с 934 по 1038 гг. Сообщают о событиях истории Священной Римской империи и Мецского епископства.

## Издания
- Annales mettenses brevissimi // MGH, SS. Bd. III. Hannover. 1839, p. 155[1].

## Переводы на русский язык
- Кратчайшие Мецские анналы в переводе И. М. Дьяконова на сайте Восточная литература